# Chorągiewka boczna

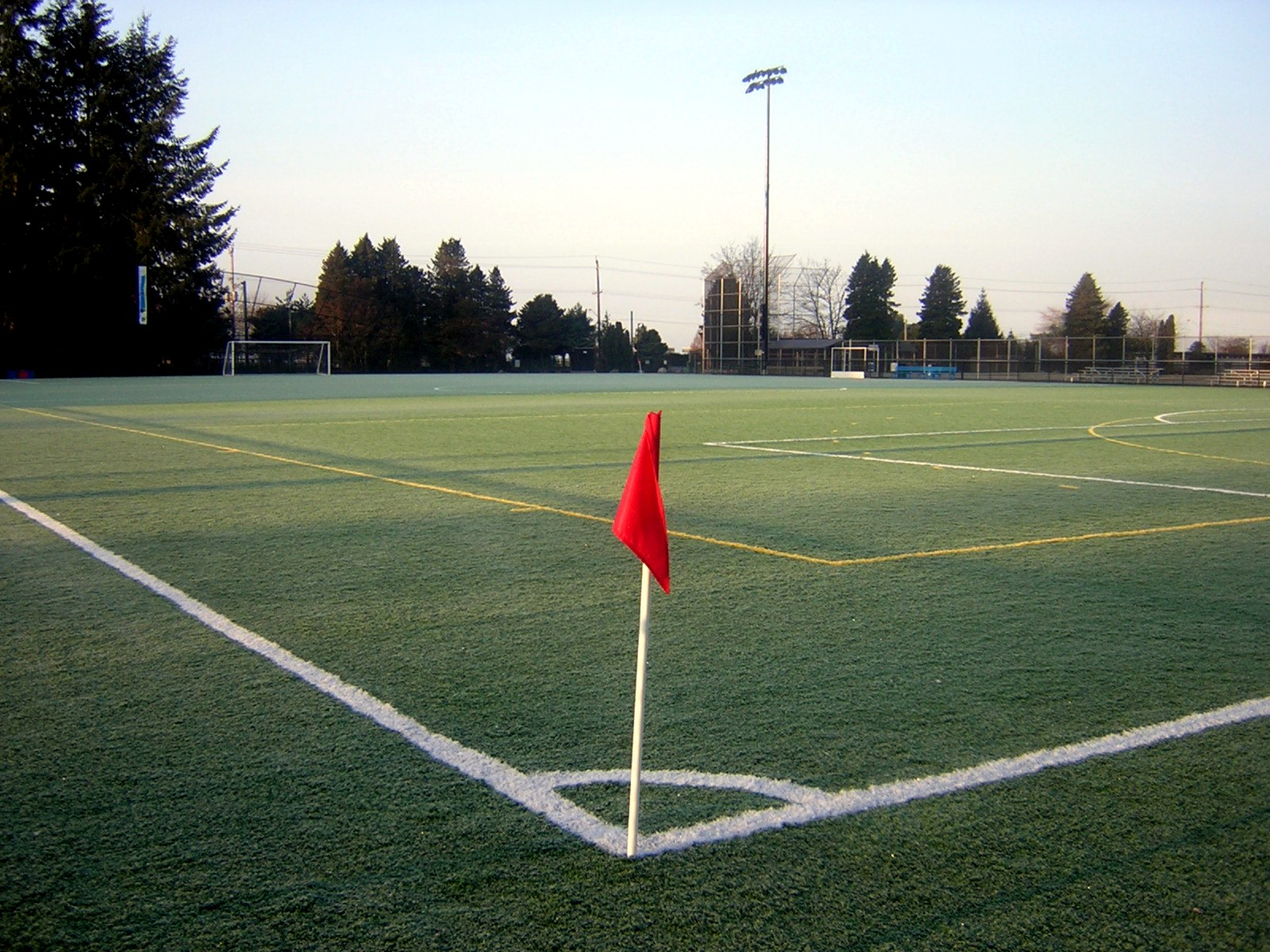
Chorągiewka boczna

Chorągiewka boczna (ang. corner flag) – chorągiewka rozmieszczona w czterech narożnikach boiska do piłki nożnej. Osadzona jest na drzewcu nie niższym niż 1,5 metra. Chorągiewka nie posiada zdefiniowanego kształtu i koloru.
Chorągiewka rożna jest obowiązkowym elementem. Chorągiewka nie może być zakończona ostro i musi być o wysokości nie mniejszej niż 1.5 m (5 stóp)
Z punktu umieszczenia chorągiewki rozrysowany jest łuk o promieniu 1 metra (tzw. pole rożne). Z owego pola rożnego rozgrywany jest stały fragment gry, rzut rożny.
Jeżeli piłka odbije się od chorągiewki i nie opuści boiska, gra nie zostaje przerwana.